# Vattenpolo vid olympiska sommarspelen 2004
Vattenpoloturneringen vid Olympiska sommarspelen 2004 avgjordes i Olympic Aquatic Centre, Aten.

## Medaljsummering
| Gren   | Guld:   | Silver:                | Brons:   |
| Herrar | Ungern  | Serbien och Montenegro | Ryssland |
| Damer  | Italien | Grekland               | USA      |